# Malicia Darkwave
| Naissance | 1984 |

Malicia Darkwave est une artiste musicale spécialisée en musiques alternatives ainsi qu'en musiques électroniques techno française, née en 1984.

## Albums
Immortal's revival, Paranoia , Tru True Time, Ténèbres First Victim, Vocal Intrusion
Single
Like a labyrinth movie, Spell my S.P.E.L.L., Ritual Bass, Heaven is watching you, HOC6H4NHCOCH3

## Presse
Resident Advisor : https://fr.ra.co/dj/maliciadarkwave/biography
Regenmagazine : https://regenmag.com/news/news-malicia-darkwave-releases-new-single-as-cry-of-vengeance-against-abusers/ https://regenmag.com/news/malicia-darkwave-reinterprets-dune-video-game-soundtrack-with-original-composer-stephane-picq/
Electro news: https://electro-news.eu/malicia-darkwave-la-dj-alsacienne-qui-produit-de-la-techno-inspiree-de-la-saga-dune/
Journal : https://www.maliciadarkwave.com/presse/2-video-article_havre.jpg